# 王義
王 義（おう ぎ）は、金朝末期からモンゴル帝国初期にかけて活躍した人物。

## 概要
王義は真定府寧晋県の人で、代々の農家の出だった。1214年、モンゴル軍の侵攻を受けた金朝朝廷が中都（現在の北京）から汴梁に遷都すると、華北一帯では行政機構が崩壊し盗賊が横行する状態に陥った。そこで寧晋県の人々は以前から文武に優れたことで知られる王義を自分たちの指導者として推戴した。王義は崩壊した寧晋県の行政機構を代行し、「都統」 と称した。
同年、金朝の南遷を口実にモンゴル軍が再度南下を始めると、王義はムカリ率いる左翼軍団に投降した。その後、チンギス・カンに謁見した王義は駿馬2匹を与えられ、寧晋県令の地位を認められた。また、華北の治安がますます悪化する中で王義は寧晋の東に位置する「瀝城」という城塞ならば身を守ることも、付近の魚を捕ることで自活もできると述べ、寧晋の住民を移住させた。この判断により、多くの者を兵乱から救うことができたという。
1215年（乙亥）、金朝の将軍李伯祥が趙州に入ってモンゴル軍への反攻を始めたため、ムカリは王義にこれを討伐させようとした。王義は大風雨の中長梯子を携えて趙州を急襲し、夜の内に四方から城壁を登りこれを陥落させた。李伯祥には逃れられたものの王義は趙州の平定に成功し、この功績によりムカリから趙州太守・趙州及び冀州招撫使の地位を授けられた。
1217年（丁丑）、モンゴル軍は南下して鉅鹿・洺州城を落として帰還しようとしたところ、金の監軍納蘭率いる軍団が北上しようとしていることを偵知した。そこで、王義は伏兵を置いて僅か100騎でこれに戦いを挑み、敗勢を装って退却したところで伏兵に攻撃させ、大勝利を収めた。1218年（戊寅）には束鹿県・深州を攻略し、順天都元帥の張柔がその功績を報告したことで、深州節度使・深州・冀州・趙州招撫使に昇格となった。
1221年（辛巳）、武仙は再び盧秀・李伯祥ら配下の武将を派遣し、盧秀・李伯祥らは趙州に進出し瀝城を奪取した。これに対し、王義は数百の軍船を率いて河を下り、紀家荘の戦いで敵兵1千余りを殺す大勝利を収め、盧秀を捕虜とした。李伯祥のみは逃れたものの、王義の迫撃によって瀝城が陥落すると西走し、王義は趙州から武仙軍を撃退することに成功した。また、この頃邢州では「趙大王」と称する盗賊が横行しており、任県の水塞を拠点としていた。水塞の守りは固く、真定の大軍閥史天沢がこれを攻略しようとして失敗するほどであったが、王義は1222年（壬午）に水塞を陥落させ趙大王の勢力を平定してしまった。その後も王義は深州・冀州一帯の統治に努めたため、治安の悪化していた他の華北州県と比べ楽土のようであると評されたという。